# Cerro de Oro
Cerro de Oro es una pequeña localidad ubicada en el Departamento Junín, en la provincia de San Luis, Argentina.

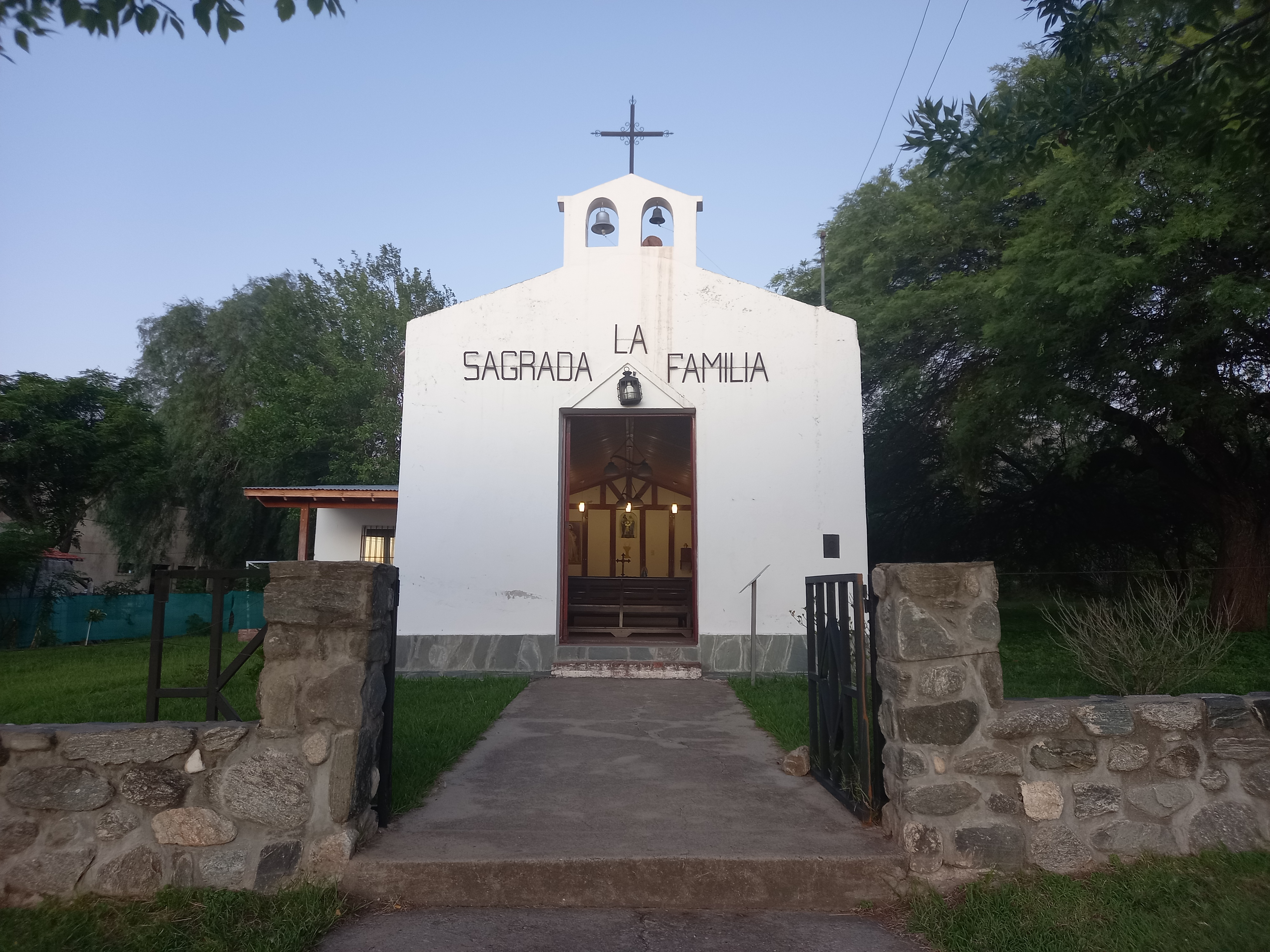
Capilla La Sagrada Familia

Se encuentra en el extremo noreste de la provincia de San Luis, al este de la ciudad de Santa Rosa de Conlara, muy cerca del límite con la provincia de Córdoba.

## Población
Cuenta con 560 habitantes (Indec, 2010), lo que representa un incremento del 78% frente a los 314 habitantes (Indec, 2001) del censo anterior.
| Gráfica de evolución demográfica de Cerro de Oro entre 1991 y 2010 |
|                                                                    |
| Fuente: Censos nacionales del INDEC                                |